# آرلوس
آرلوس (به فرانسوی: Arlos) یک کمون در فرانسه است که در canton of Saint-Béat واقع شده‌است. آرلوس ۹٫۴۱ کیلومتر مربع مساحت دارد ۵۲۳ متر بالاتر از سطح دریا واقع شده‌است.